# جوزيف كولومبو (رجل عصابة)
جوزيف كولومبو (بالإنجليزية: Joseph Colombo) هو رجل عصابة أمريكي، ولد في 16 يونيو 1923 في بروكلين في الولايات المتحدة، وتوفي في 22 مايو 1978 في الولايات المتحدة.

## وصلات خارجية
- جوزيف كولومبو على موقع الموسوعة البريطانية (الإنجليزية)